# 3月6日
3月6日是公历一年中的第65天（闰年第66天），离全年的结束还有300天。

## 大事记

### 19世紀以前
- 619年：中国唐朝公布租庸调法。
- 845年：阿拔斯帝國在首都薩邁拉處決東羅馬帝國拒絕皈依伊斯蘭教的42名官員。
- 1447年：托馬索·帕倫圖切利在羅馬當選為教宗尼古拉五世。
- 1521年：葡萄牙探险家斐迪南·麦哲伦率领船队环游地球时，发现马里亚纳群岛南端的关岛。
- 1665年：英國皇家學會秘書亨利·奧爾登伯格出版世界上最早的科學期刊《自然科學會報》。

### 19世紀
- 1834年：加拿大最大城市多伦多成立。
- 1836年：墨西哥将军圣塔·安那率领的军队在围城13天之后，成功占领德克萨斯共和国要塞阿拉莫。
- 1853年：意大利作曲家朱塞佩·威尔第改编同名小说的歌剧《茶花女》在威尼斯凤凰剧院首次演出。
- 1869年：俄罗斯化学家德米特里·门得列夫发现元素周期律，并发表世界首张元素周期表。
- 1898年：清政府派李鸿章、翁同龢与德国驻华公使海靖在北京正式签订了中德《胶澳租界条约》。
- 1899年：阿斯匹靈獲准上市。

### 20世紀
- 1902年：西班牙首都馬德里成立馬德里足球俱樂部，為皇家馬德里足球俱樂部的前身。
- 1904年：在威廉·斯皮爾斯·布魯斯的帶領下，斯科細亞號（英语：Scotia (barque)）發現了南極地區科茨地。
- 1932年：蔣中正出任國民政府軍事委員會委員長。
- 1937年：老舍发表长篇小说《骆驼祥子》。
- 1945年：美国与拉美国家缔结查普特佩克公约。[1]
- 1945年：德国军队向匈牙利巴拉顿湖地区的苏联乌克兰第三方面军展开大规模的进攻，巴拉顿湖战役爆发。
- 1946年：中国民主促进会成立
- 1947年：二二八事件所衍生的高雄鎮壓發生
- 1949年：中国中华全国学生联合会成立。
- 1950年：中華民國照會聯合國秘書長，退出關稅與貿易總協定。
- 1957年：英国殖民地英属黄金海岸和多哥兰合并建立迦纳，为英国在非洲殖民地中首个独立的国家。
- 1967年：的女兒斯韋特蘭娜·約瑟福芙娜·阿利盧耶娃叛逃至美國。
- 1991年：香港財政司翟克誠建議大幅增加煙草稅200%。
- 2000年：馬林百列社區綜合大廈落成，其壁畫外牆是新加坡最大的裝置藝術。

### 21世紀
- 2003年：香港美孚新邨一間銀行發生人肉炸彈案。
- 2011年：香港爆發反財政預算案大遊行，有示威者堵塞德輔道中，當中113名被捕，是繼六七暴動後捕獲最多人的一次。
- 2023年：在利物浦對陣曼聯的英超比賽中，曼聯以恥辱性的0-7敗給利物浦，創下雙紅會歷來最大比分。

## 出生
- 1340年：岡特的約翰，英格蘭國王愛德華三世的兒子（1399年逝世）
- 1405年：胡安二世，卡斯蒂利亞王國國王（1454年逝世）
- 1475年：米开朗基罗，意大利雕塑家，文藝復興時期的建築師（1564年逝世）
- 1483年：弗朗切斯科·圭恰迪尼，義大利歷史學家、政治家（1540年逝世）
- 1495年：路易吉·阿拉曼尼，文藝復興時期歐洲佛羅倫斯人文主義者（1556年逝世）
- 1508年：胡馬雍，蒙兀兒帝國皇帝（1556年逝世）
- 1779年：安東莞·亨利·約米尼，法國拿破崙時期的將軍及軍事家（1869年逝世）
- 1784年：安塞爾姆·加埃唐·德馬雷，法國動物學家、作家（1838年逝世）
- 1787年：约瑟夫·夫琅禾费，德国物理学家（1826年逝世）
- 1806年：伊丽莎白·巴雷特·勃朗宁，英国女诗人（1861年逝世）
- 1810年：喬治·羅伯特·沃特豪斯，英國博物學家（1888年逝世）
- 1817年：克雷芒汀，法国公主（1907年逝世）
- 1819年：埃米爾·布朗夏爾，法國昆蟲學家、動物學家（1900年逝世）
- 1831年：菲利普·謝里登，美國陸軍職業軍官、南北戰爭時期聯邦軍將領（1888年逝世）
- 1865年：段祺瑞，民國時期政治家，皖系軍閥首領（1936年逝世）
- 1870年：奧斯卡·施特勞斯，奧地利作曲家（1954年逝世）
- 1871年：羽鳥重郎，日本醫學家（1957年逝世）
- 1897年：約瑟夫·貝希托爾德，德國政治人物（1962年逝世）
- 1900年：吉娜·西格娜，義大利-法國出生歌劇聲樂家，戲劇女高音（2001年逝世）
- 1903年：香淳皇后，昭和天皇的皇后（2000年逝世）
- 1905年：鮑勃·威爾斯，美國歌手、作曲家，西部搖擺樂先驅之一（1975年逝世）
- 1909年：大岡昇平，日本小說家、評論家、翻譯家（1988年逝世）
- 1917年：唐納德·戴維森，美國哲學家（2003年逝世）
- 1917年：威爾·艾斯納，美國漫畫家、編劇、企業家（2005年逝世）
- 1924年：竹鶴威，日本企業家、威士忌釀酒師（2014年逝世）
- 1926年：安德烈·華依達，波蘭電影導演（2016年逝世）
- 1926年：，美國经济学家
- 1927年：，美國太空人，水星計畫七人之一（2004年逝世）
- 1927年：，哥倫比亞文學家、記者、社會活動家，1982年諾貝爾文學獎得主（2014年逝世）
- 1930年：洛林·马泽尔，法國指揮家、作曲家（2014年逝世）
- 1931年：哈爾·尼達姆，美國男演員（2013年逝世）
- 1931年：全斗煥，韓國政治人物、陸軍大將，第11、12任韩国总统（2021年逝世）
- 1931年：卡洛·加利，義大利男子足球運動員（2022年逝世）
- 1933年：奧古斯都·奧登，義大利經濟學家（2013年逝世）
- 1937年：范倫蒂娜·泰勒斯可娃，俄國太空人，人類歷史上第一位女性太空人
- 1938年：田中慶秋，日本政治家，日本眾議院議員（2022年逝世）
- 1940年：曾秋坤，英國華人貴族（2006年逝世）
- 1944年：瑪麗·威爾遜，美國女歌手（2021年逝世）
- 1947年：迪克·福斯貝里，美國男子跳高運動員（2023年逝世）
- 1947年：約翰·斯托塞爾，美國電視名人、作家、評論家
- 1949年：肖卡特·阿齊茲，巴基斯坦政治人物，第21任巴基斯坦總理
- 1950年：鈴置洋孝，日本男性聲優、演員（2006年逝世）
- 1953年：卡羅琳·C·波爾科，美國行星科學家
- 1954年：中山星香，日本漫畫家
- 1955年：西普里安·恩塔里亞米拉，布隆迪政治家，第5任蒲隆地總統（1994年逝世）
- 1959年：曾秀保，臺灣廚師（2024年逝世）
- 1959年：延斯·斯托尔滕贝格，挪威政治人物，第27任挪威首相
- 1967年：厄茲勒姆·圖雷西，土耳其裔德國醫生、科學家、企業家
- 1968年：盧慶輝，香港男演員
- 1972年：，美國篮球选手
- 1978年：郭人豪，台灣演員
- 1979年：關悅，中國女演員、主持人、歌手
- 1981年：張萌，中國女演員、主持人
- 1982年：李岳，台灣主持人、演員、舞者
- 1982年：談美琪，香港新聞從業員
- 1982年：妮姆拉·卡爾，印度女演員
- 1983年：修杰楷，台灣男演員
- 1984年：Becky，日本女演員
- 1985年：林德信，香港男歌手
- 1985年：唐嘉麟，香港饒舌歌手
- 1985年：若菜光，日本AV女優
- 1986年：艾力·馬倫斯奧，美國男演員
- 1986年：弗朗西斯科·瑟維里，美國職業棒球運動員
- 1987年：凱文-普林斯·博阿騰，迦納足球員
- 1988年：西蒙·米尼奧萊，比利時足球運動員
- 1989年：周放，中國女演員
- 1989年：阿格涅什卡·拉德萬斯卡，波蘭女子網球運動員
- 1990年：朴草娥，韓國女子偶像團體AOA成員
- 1991年：妮歌·霍斯，美國時尚模特兒
- 1991年：造物主泰勒，美國說唱歌手、唱片製作人
- 1992年：嗣永桃子，日本女歌手
- 1992年：山姆·班克曼-弗里德，美國企業家，FTX創始人兼執行長
- 1992年：金·阿斯特魯普，丹麥男子羽球運動員
- 1994年：新祐樹，日本男性聲優
- 1995年：愛繆，日本女歌手
- 1995年：傑夫·薩圖爾，泰國男歌手
- 1995年：喬許·哈特，美國職業籃球運動員
- 1996年：本渡楓，日本女性聲優
- 1996年：克里斯蒂安·科爾曼，美國男子田徑運動員
- 1997年：萩原農，日本女演員
- 1997年：Luda，韓國女子偶像團體宇宙少女成員
- 1997年：布里安·阿法納多爾，波多黎各男子乒乓球運動員
- 1997年：吉野北人，日本男子團體THE RAMPAGE from EXILE TRIBE成員
- 2002年：生見愛瑠，日本模特兒、電視藝人

## 逝世
- 190年：後少帝刘辩，东汉废帝、弘农王（176年出生）
- 753年：高阳公主，唐太宗李世民的女儿（生年不详）
- 1238年：卡米勒，埃及蘇丹（1177年出生）
- 1649年：九鬼久隆，日本江戶時代初期大名（1617年出生）
- 1754年：亨利·佩勒姆，英國政治人物，曾任英國首相（1694年出生）
- 1764年：菲利普·約克，第一代哈德威克伯爵，英國大律師、法官及輝格黨政治家（1690年出生）
- 1836年：大衛·克拉克，美國政治家（1786年出生）
- 1888年：露意莎·奧爾柯特，美國小說家，《小婦人》作者（1832年出生）
- 1900年：戈特利布·戴姆勒，德國工程師、企業家，汽車的發明者之一（1834年出生）
- 1930年：阿爾弗雷德·馮·鐵必制，德國海軍元帥（1849年出生）
- 1932年：蘇沙，美國軍人、作曲家、指揮家，被稱為「進行曲之王」（1854年出生）
- 1938年：莊士敦，英國外交官，末代皇帝溥儀外籍帝師（1874年出生）
- 1939年：費迪南德·馮·林德曼，德國數學家（1852年出生）
- 1942年：林育英，中國共產黨早期領導人之一（1897年出生）
- 1948年：菊池寬，日本小說家、劇作家、記者（1888年出生）
- 1950年：阿尔贝·勒布伦，法國政治人物，第15任法國總統（1871年出生）
- 1950年：弗拉基米爾·韋欽金，蘇聯航空工程師（1888年出生）
- 1954年：卡爾·愛德華，薩克森-科堡-哥達公爵（1884年出生）
- 1967年：柯达伊，匈牙利音樂家（1882年出生）
- 1973年：賽珍珠，美國女作家，1938年諾貝爾文學獎得主（1892年出生）
- 1982年：艾茵·蘭德，俄裔美國哲學家、小說家（1905年出生）
- 1984年：馬丁·尼莫拉，德國神學家、信義宗牧師（1892年出生）
- 1986年：喬治亞·歐姬芙，美國女畫家（1887年出生）
- 1986年：朱光潛，中國美學家、文藝理論家、教育家（1897年出生）
- 1992年：關肅霜，京劇表演藝術家（1929年出生）
- 2005年：漢斯·貝特，德裔美國理論物理學家，1967年諾貝爾物理學獎得主（1906年出生）
- 2006年：魏璐詩，中國政協委員
- 2006年：戴娜·李維（英语：Dana Reeve），已故美國影星克里斯多夫·李維遺孀（1961年出生）
- 2007年：廖欽福，臺灣土木工程師、企業家，福華飯店集團創辦人（1907年出生）[2]
- 2007年：尚·布希亞，社會學家及哲學家（1929年出生）
- 2011年：布培，香港前地政總署署長（1946年出生）
- 2013年：阿爾文·李，英國吉他手暨歌手（1944年出生）
- 2015年：翁大銘，台灣商界與股市聞人、華隆集團前負責人（1950年出生）
- 2022年：威廉·胡貝爾茨，奧地利職業足球運動員（1939年出生）
- 2023年：王小謨，中國雷達專家（1939年出生）
- 2024年：五百旗頭真，日本政治學者、歷史學者（1943年出生）

## 节假日与习俗
- 歐洲：歐洲正義日（英语：European Day of the Righteous）
- ：獨立日